# Banu Rudayni
Els Banu Rudayní foren una hipotètica dinastia musulmana que hauria governat l'Azerbaidjan al segle x.
Abu-Rudayní Úmar ibn Alí fou nomenat governador de Niriz l'any 873 pel califa i, des del nou càrrec, feu la guerra al seu predecessor, Alí ibn Àhmad al-Azdí, a qui va assassinar. Hauria comptat amb el suport dels kharigites.
Al segle x, els geògrafs Ibn Hàwqal i al-Istakhrí esmenten els Banu Rudayní com una dinastia pràcticament oblidada que hauria regnat efímerament sobre Dakharqan (cal entendre Djabarwan), Tabriz (cal entendre Niriz) i Ushnuh al-Adhariyya.